# Lo Bon Católich
Lo Bon Católich fue un semanario carlista publicado en la ciudad española de Barcelona en 1883.

## Historia
De publicación bilingüe en catalán y castellano, apareció el 10 de mayo de 1883, con autorización de Manuel Xipeda. Salía todos los jueves, editándose a 316 x 228 mm y 4 páginas a 3 columnas en la imprenta y librería de la Iglesia Catedral, en la calle del Bonsuccés, 13. Según su cabecera, la administración del periódico se encontraba en «La mes Antiga de Font frente las escalas de la Catedral». Un número suelto costaba 2 cuartos; la suscripción a un mes, 0,25 pesetas, y a un año, 2,50.
Este semanario, afecto a Nocedal y a la corriente carlista más intransigente representada por El Siglo Futuro, se proclamaba «cristiá ranci, ferm en los principis y conseqüent en la práctica, enemich de componendas y transaccions, que no sap fer equilibris, ni jugar ab la conciencia, que no vol que'l prengan sino per lo que es: católich, apostólich y romá», haciendo asimismo saber a sus lectores que «seran sempre preferits los treballs que tingan per blanch de atach lo Diari de Barcelona y la Unió de Madrit».
En su disputa con el diario pidaliano La Unión, partidario de la Unión Católica, El Siglo Futuro argumentaba en 1883 que «siendo liberales todos los partidos políticos de España, ménos el tradicionalista; y no siendo compatible el liberalismo con la Religión y la justicia, ¿cuál es o cuáles son los partidos políticos de España con quien quiere La Unión que se componga y  reconcilie el partido tradicionalista sin faltar a las prescripciones de la Encíclica Cum multa?». A este respecto, el 21 de junio, Lo Bon Católich llegaría a decir:

«Está claro: vosotros los de la Fé queréis ser católicos en abstracto sin las leyes y preceptos determinadamente católicos, y nosotros queremos y debemos ser y somos católicos con la necesidad de acatar y cumplir los preceptos y las leyes que el Catolicismo impone, y como sólo es católico verdadero este último, y este último en España hoy por hoy son los carlistas, de aquí que sólo los carlistas sean verdaderamente católicos, con exclusión de todos los demás partidos políticos, llámense como se llamen. (...)

¿No dijo el Papa á Nocedal que le daba autorización plena para que llevase á Roma una romería exclusivamente católica?... ¿No respondió Nocedal al Papa que estaba haciendo una romería exclusivamente católica? ¿No digeron también las Juntas diocesanas á Nocedal que estaban organizando la peregrinación con elementos exclusivamente católicos? ¿No digeron varios Obispos que esto no convenia porque era una manifestación carlista?... ¿No digeron los liberales y francmasones declarados, el Embajador en Roma y el Gobierno de Sagasta, La Epoca y todos los periódicos liberales de Madrid: Esto es carlista, esto es carlista?...

Luego los periódicos liberales de todos los colores, el Gobierno de Sagasta, el embajador en Roma, el Episcopado, todos identificaron con el carlismo, lo que según el Papa y Nocedal es exclusivamente católico.

Luego el Papa, el Episcopado, todos los liberales o españoles enemigos del Catolicismo declararon que en España hoy por hoy el Catolicismo es el carlismo y el carlismo es el Catolicismo. Y como es imposible que el carlismo concreto y determinado y el no carlismo determinado y concreto, sean simultáneamente católicos; de aquí que habiéndose declarado solemnemente que el carlismo es el Catolicismo, haya tambien que declarar con igual solemnidad que el no carlismo es el anti-Catolicismo. Y como el alfonsismo es el no carlismo, así como el amadeismo, republicanismo, etc., etc., de aqui que todo lo que dice que en los partidos políticos españoles diferentes del carlismo, hay ó puede haber actualmente Catolicismo, se opone al decirlo á la declaración solemne de la Iglesia docente y discente, que en sus juicios es infalible.»

Cesó su publicación tras ser condenado el 27 de junio de 1883 por el obispo de Barcelona, mediante un decreto que afirmaba que el periódico contenía «apreciaciones irrespetuosas y ofensivas á varios prelados, ideas subversivas del órden público eclesiástico y resoluciones perturbadoras de la tranquilidad de las conciencias, notándose además en su espíritu y letra marcada tendencia á contrariar el espíritu y la letra de la encíclica Cum multa de León XIII». También lo condenaron el obispo de Seo de Urgel y el arzobispo de Tarragona.
Fue sucedido por Lo Bon Cristiá, que también sería condenado por el obispo de Barcelona y el arzobispo de Tarragona, y después por Lo Bon Catalá.